# Gunhild von Schönau-Wehr
Gunhild Maria Pauline Freifrau von Schönau-Wehr, geb. Freiin von Ow-Wachendorf (* 2. Oktober 1891; † 15. November 1981) war eine württembergische Malerin.

## Leben
Sie war eine Tochter von Hans-Otto Wolfgang von Ow-Wachendorf (* 28. April 1843; † 7. Mai 1921) und Eleonore von Soden (* 2. Februar 1859; † 7. November 1937). Sie heiratete den großherzoglich badischen Hofmarschall Eberhard Freiherr von Schönau-Wehr (* 4. April 1877 in Wehr; † 1965) und hatte mit ihm einen Sohn, Wernher Freiherr von Schönau-Wehr (* 26. Oktober 1916 in Stuttgart; † 13. August 2014).

## Werke
Sie malte 1913 ein Gemälde, das heute in der Gaststube von Schloss Hohenentringen über der Tür zum Nebenzimmer hängt. Es zeigt den Zug der fünf auf dem Schloss wohnenden Familien vom Schloss ins Dorf, wie ihn sich die Malerin vorgestellt hat, wobei die ersten schon an der Michaels-Kirche in Entringen ankamen, als die letzten noch das Schloss verließen.